# Robert George Wigmore
Pour les articles homonymes, voir Wigmore.
Robert George Wigmore est un homme politique des îles Cook né le 8 septembre 1949 sur l'île de Rarotonga où il est mort le 13 avril 2012.

## Formation
Il fait ses études primaires et secondaires à Titikaveka (Rarotonga)

## Vie professionnelle
Robert Wigmore est un homme d'affaires qui travaille dans l'import-export de produits agricoles. Il gère également avec sa famille un supermarché, le Wigmore Superstore, dans son village de Titikaveka.

## Carrière politique
Il fut élu pour la première fois à la députation dans la circonscription de Titikaveka lors des élections de 1999, sous l'étiquette du Democratic Party. En 2002, il fut nommé pour la première fois ministre de l'Agriculture, de l'Environnement et de la Justice dans le gouvernement de coalition de Robert Woonton (DP), à la suite du limogeage de Norman George (NAP).
Pour les élections de septembre 2004, Wigmore fut dans un premier temps déclaré vainqueur avec 11 voix d'avance sur son adversaire du Cook Islands Party, Tiki Matapo. Mais ce dernier contestant les résultats déposa une pétition électorale auprès de la Haute Cour. Après recompte de voix, Matapo obtint 264 voix et Wigmore 262. Wigmore perdit son siège
Le scénario se répéta aux élections de 2006. Wigmore fut tout d'abord déclaré vainqueur. Tiki Matapo déposa alors une nouvelle pétition électorale arguant du fait qu'en tant que membre du bureau Cook Islands Investment Corporation, Wigmore n'avait légalement pas le droit de se présenter aux élections. Celles-ci furent donc annulées par la Haute Cour. Des élections partielles eurent lieu en février 2007. Wigmore en ressortit cette fois-ci vainqueur avec 25 voix d'avance sur Matapo.
En juillet 2009, Robert Wigmore succéda à Wilkie Rasmussen, limogé du gouvernement, en tant que ministre du Tourisme, de la Culture et des Ressources marines, portefeuille auquel s'ajouta l'Agriculture. Terepai Maoate récupéra quant à lui les Affaires étrangères et Ngamau Mere Munokoa l'Environnement.
En décembre 2009, Wigmore obtint une nouvelle promotion, devenant vice-Premier ministre du gouvernement marurai, à la suite du limogeage de Terepai Maoate, jugé responsable du fiasco du projet « fuel farm ».

## Vie personnelle
Marié à Tuaine, ils sont les parents de huit enfants (deux garçons et six filles) et onze fois grands-parents.